# Noordse combinatie op de Olympische Winterspelen 1976
Noordse combinatie is een van de sporten die beoefend werden tijdens de Olympische Winterspelen 1976 in Innsbruck.

## Heren
| rang   | sporter(s)         | land | totaal (ptn) |
| ------ | ------------------ | ---- | ------------ |
| Goud   | Ulrich Wehling     | GDR  | 423.39       |
| Zilver | Urban Hettich      | FRG  | 418.90       |
| Brons  | Konrad Winkler     | GDR  | 417.47       |
| 4      | Rauno Miettinen    | FIN  | 411.30       |
| 5      | Claus Tuchscherer  | GDR  | 409.51       |
| 6      | Nikolai Nagovitsin | URS  | 406.44       |
| 7      | Valeri Kapajev     | URS  | 406.14       |
| 8      | Tom Sandberg       | NOR  | 405.53       |